# David K

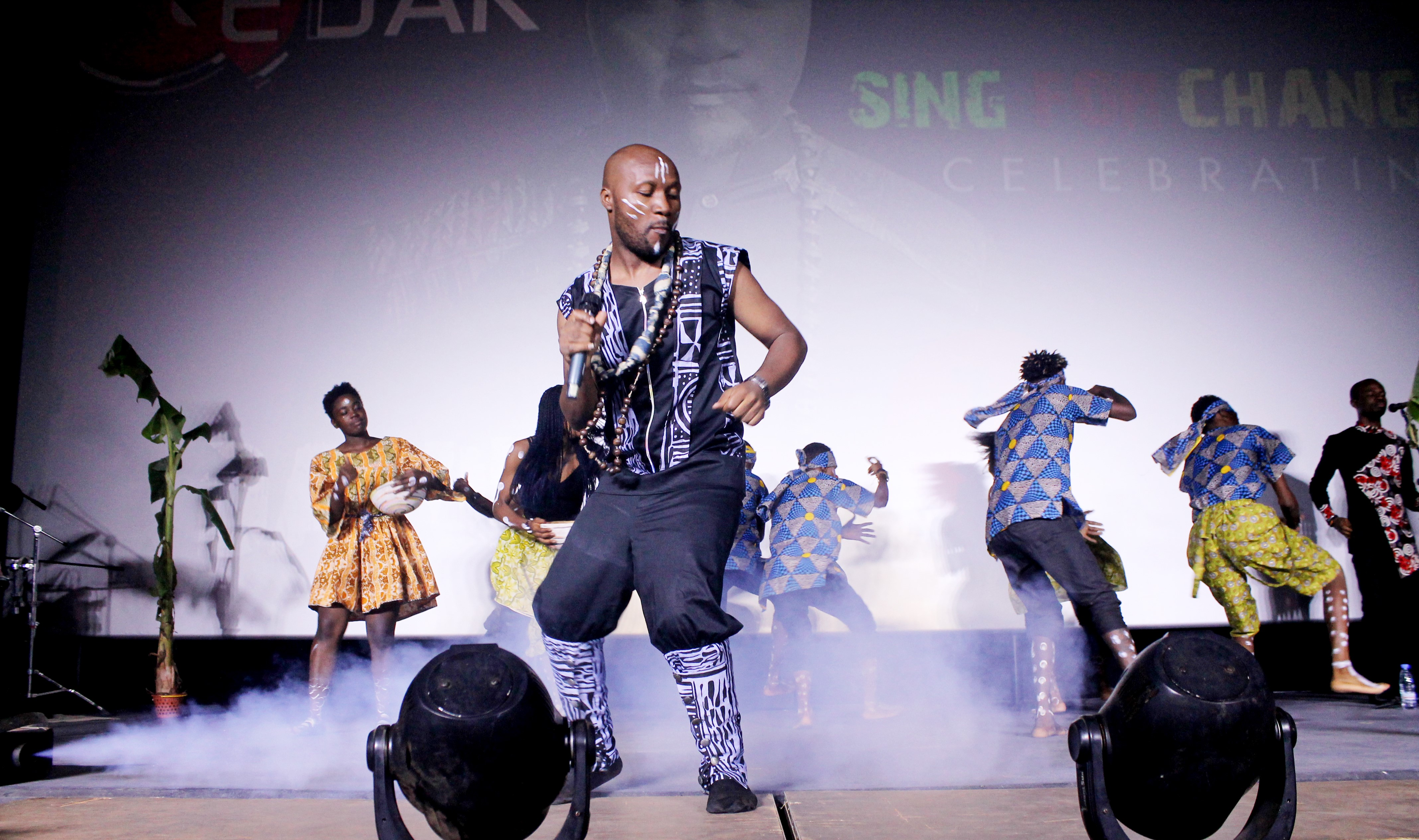
David K, Canal Olympia, 2018

David Lionel Kemgouo Koutchou mieux connu sous le nom de David K ou encore David Koutchou, né le 25 mars 1984 à Yaoundé, Cameroun, est un auteur-compositeur-interprète et acteur culturel camerounais.

## Biographie

### Débuts et évolution

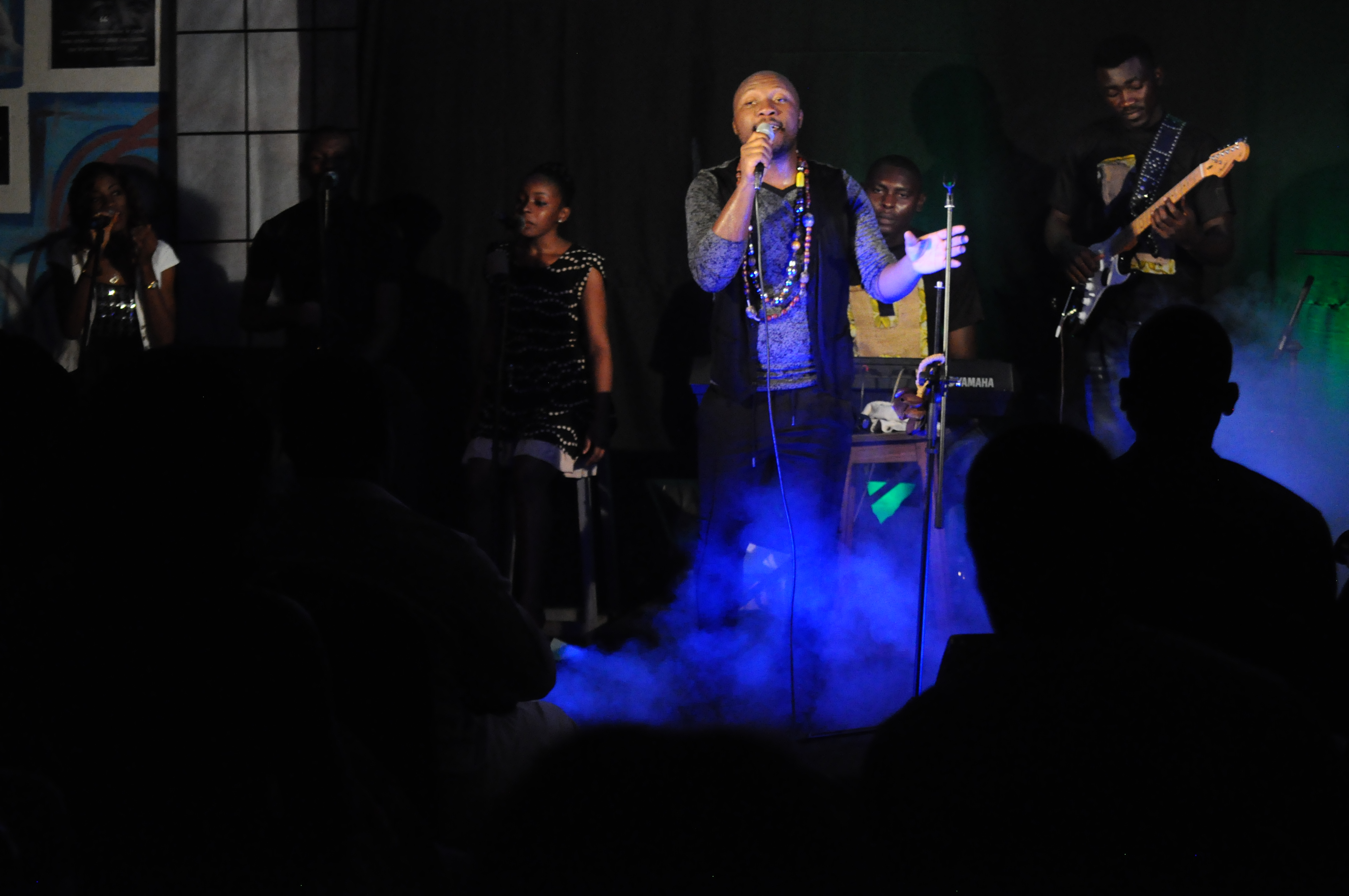
David K intimate Performance, 2015

Originaire de l'Ouest Cameroun, David K est l'un des cadets d'une famille nombreuse. Il découvre la musique très jeune et y trouve réconfort et moyen  d’expression. Il consolide sa passion grandissante dans  des chorales et des prestations diverses.
Sa carrière professionnelle débute en 2007 avec la chanson Il t'aime encore, titre de son premier album. Le deuxième  album, Comme des Frères, sort en 2008; puis Si tu savais en 2010.
En 2013 parait le single À travers le feu qui parle des épreuves de foi.
Cette année-là, il fait une remarquable prestation lors de la cérémonie des Gospel Musical Awards devant plus de 6 000 spectateurs.
C’est en 2014 que paraît l'album À Travers Le Feu comportant une collaboration avec la chanteuse camerounaise Queen Eteme sur une reprise du négro-spiritual Kumbaya.

### 2017: 10 ans de carrière musicale
2017 marque les dix ans de carrière professionnelle de David K. La célébration connait son apothéose le 21 février 2018 à Canal Olympia Yaoundé lors d'un concert live intitulé « Sing For Change ». Son cinquième album, "Eclectic" sortira le même jour.
Plus tôt, il annonçait les couleurs de cet album en dévoilant  le single Ton amour le 25 mars 2017, jour de ses 33 ans. Cette chanson sera nommée dans la catégorie Chanson d'Inspiration Divine  lors de la 5ème édition des Balafon Music Awards, parrainée par André-Marie Tala .
Il révèle le single KéKé le 20 août 2017,. L'originalité du clip lui vaudra d'être le lauréat de la catégorie "Best Video Music" lors des EMMI Awards - Night of Ambassadors, le 30 décembre 2018 à Douala Bercy.

## Œuvres sociales et culturelles

### Hope & LifeetLe Concert de l'Espoir

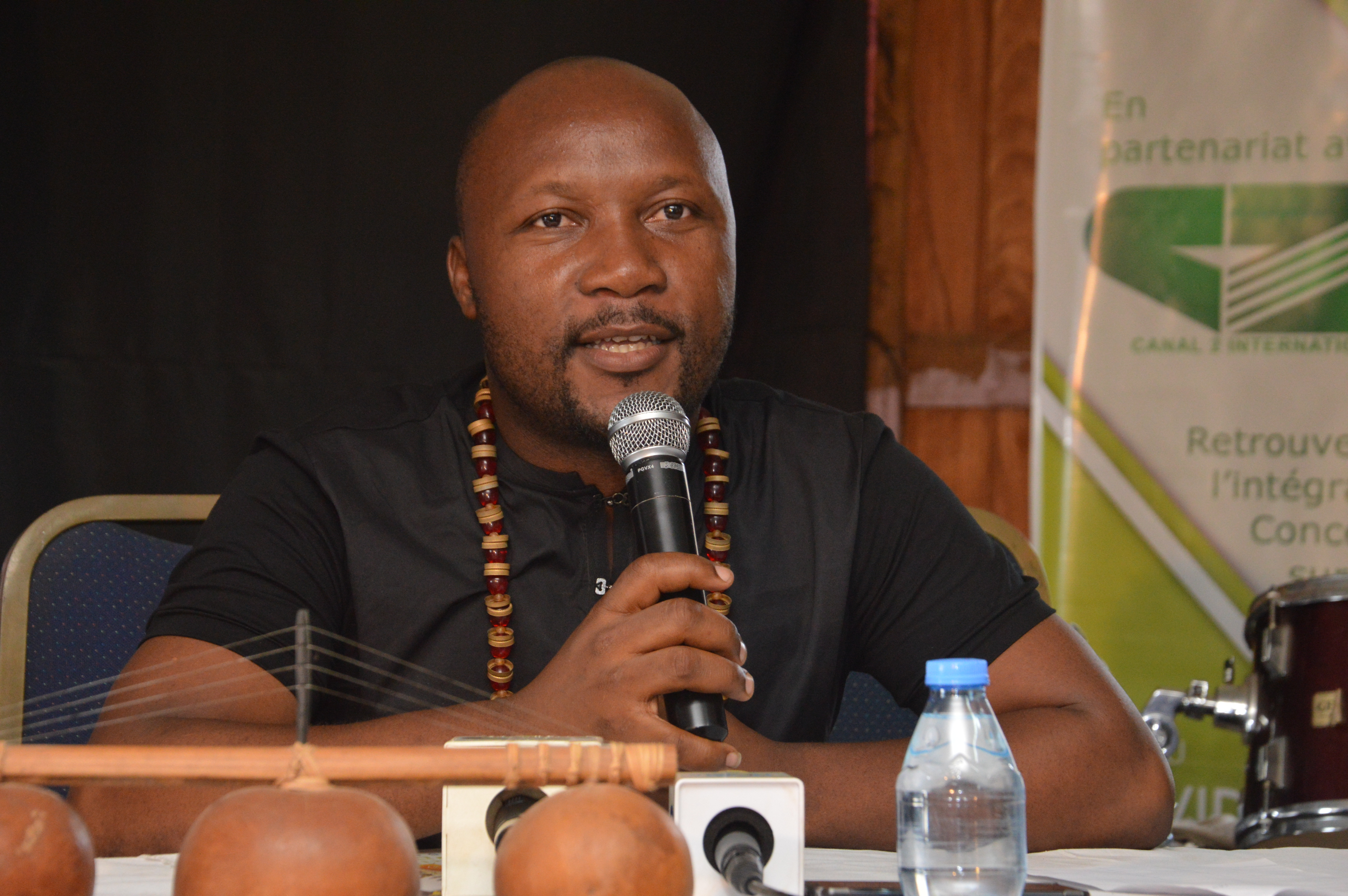
Point de presse "Concert de l'Espoir", 2017

Il fonde en 2010 l'Association Hope & Life et le dote d'un centre culturel éponyme. Celui-ci est l'hôte du Concert de l'Espoir, projet social à échéance annuelle lancé en 2013 en vue de sensibiliser aux conditions de vie de causes oubliées ou des personnes défavorisées. L'édition du 27 avril 2017, soutenue en chanson par plusieurs artistes et groupes camerounais, était dédiée à la communauté des sourds et malentendants.
On y vit une chorale de sourds-muets qui prestait en langue des signes sur le cantique Plus près de toi, mon Dieu, 
L'édition d'Avril 2018 était consacrée aux victimes d'AVC.

### Autres projets
En 2015, David K lance la 1re édition de My Hope Music Festival, une plateforme de rencontre et d'échange entre les aînés et les jeunes musiciens et acteurs culturels.
En outre, David K est depuis plusieurs années le directeur artistique de la cérémonie des Gospel Musical Awards (GMA). Il reçoit à l'édition 2016 un prix spécial du jury.

## Spécificités musicales et artistiques
David K chante principalement en langue vernaculaire: le Badenkop (langue à la diction très prononcée pratiquée par les peuples de l'Ouest Cameroun), ainsi qu'en français et en anglais. Il allie dans ses compositions musicales divers genres et influences (negro spiritual, jazz, funk, rnb, pop) avec un background essentiellement africain. Il reprend ainsi le Go Down Moses  de Louis Armstrong et le Redemption Song de Bob Marley en version "africanisée".
Il collabore avec André-Marie Tala, Queen Eteme, Donny Elwood, Ottou Marcellin, Macase, et plusieurs autres artistes de la scène musicale camerounaise.

## Liens
- Site officiel